# The Story So Far (álbum)
The Story So Far é o terceiro álbum musical da drag queen, cantora e atriz, Divine. Foi o LP de maior sucesso contando ambos os lados e foi realizado com a produção de Mike Stock, Matt Atiken e Pete Waterman (também conhecido como Stock Aitken Waterman) e Orlando Boddy, que compôs a maioria de suas canções. O álbum foi lançado em 1984, e contém canções de 1982, 1983 e 1984. Ele foi reconhecido como um sucesso, especialmente para os amantes da discoteca e Hi-NRG. A ideia da nova versão foi graças ao selo alemão, Bellaphon Registros.

## Faixas
| Edição padrão  |                              |         |  |
| N.º            | Título                       | Duração |  |
| 1.             | "I'm So Beautiful"           | 7:51    |  |
| 2.             | "Native Love (Step by Step)" | 3:36    |  |
| 3.             | "You Think You're A Man"     | 8:07    |  |
| 4.             | "Shake It Up"                | 3:18    |  |
| 5.             | "Shoot Your Shot"            | 6:24    |  |
| 6.             | "Love Reaction"              | 5:32    |  |
| 7.             | "Jungle Jezebel"             | 4:42    |  |
| 8.             | "Alphabet Rap"               | 5:47    |  |
| Duração total: | Duração total:               | 44:02   |  |